# Giovanni Antonio Sanna
Giovanni Antonio Sanna (Sassari, 29 agosto 1819 – Roma, 9 febbraio 1875) è stato un imprenditore e politico italiano.

## Biografia

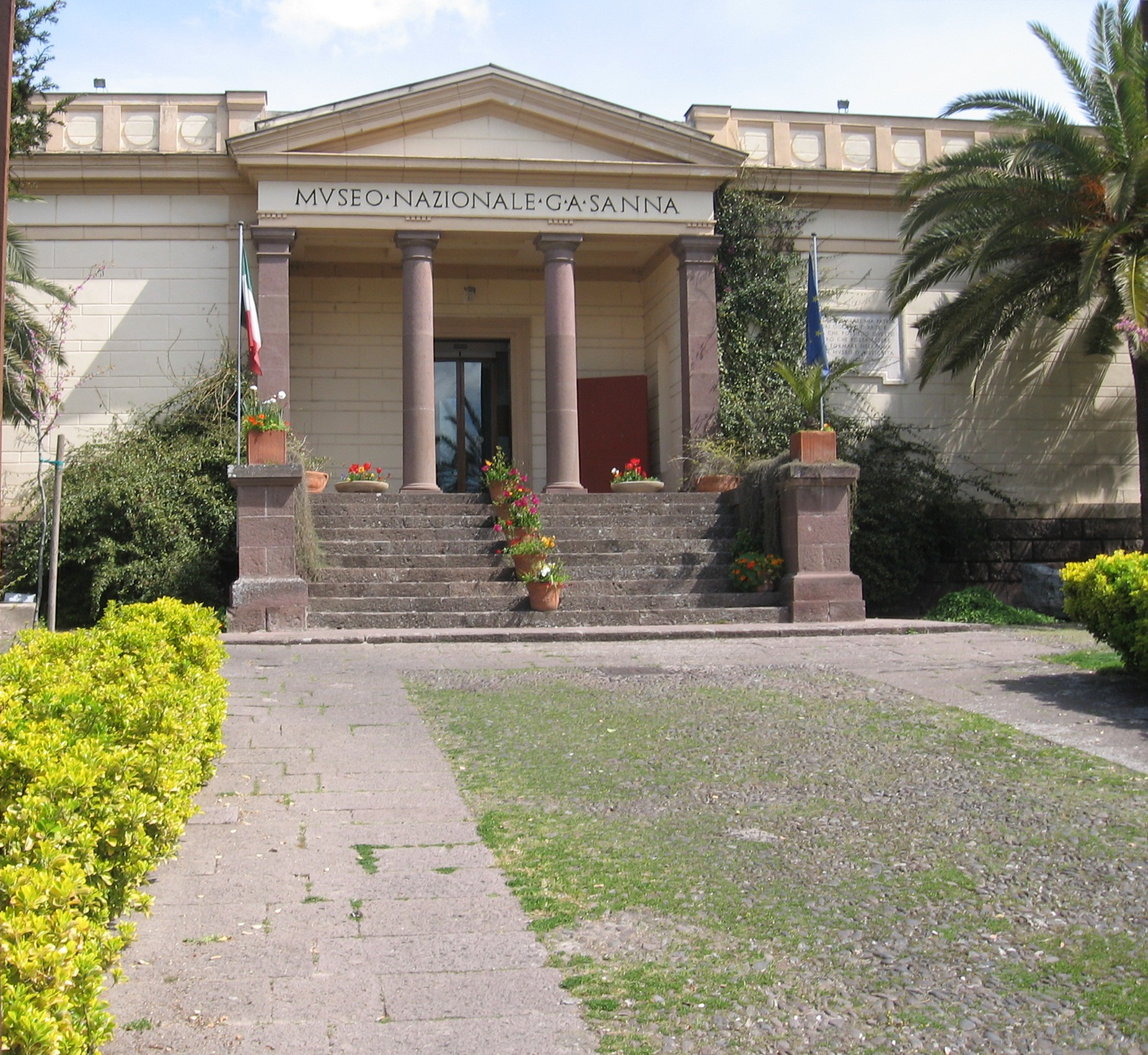
Museo Nazionale G.A. Sanna

Giovanni Antonio Sanna fu un imprenditore sardo di grande intraprendenza e personalità. Figlio di Giuseppe Sanna, avvocato sassarese appartenente alla nascente borghesia, e di Maria Ignazia Sanna, lasciò Sassari in giovane età in cerca di un avvenire migliore, trovando altrove i mezzi e le possibilità che all'epoca la famiglia non poté fornirgli.
Emigrato a Marsiglia, in Francia, divenne commerciante e mediatore portuale dando subito dimostrazione di capacità ed intelligenza innate. Sposatosi con la spagnola María Llambí y Casas, ebbe quattro figlie: Ignazia, Amelia, Enedina e Zelí. Ignazia andò sposa al Sen. Avv. Gianmaria Solinas Apostoli; Amelia a Francesco Michele Guerrazzi (figlio di Giangualberto e nipote del più famoso dittatore della Toscana Francesco Domenico Guerrazzi); Enedina al Sen. Giuseppe Giordano Apostoli; e Zelí sposò, pochi mesi dopo la morte del padre, l'On. Ing. Alberto Castoldi.
Nel 1860 acquistò il giornale torinese Il Diritto, per cederlo successivamente a democratici liguri. Nel 1871 fondò la Banca Agricola Sarda che raggiunse importanza nazionale ma venne coinvolta nel fallimento delle banche sarde degli anni ottanta.
Di simpatie democratiche e progressiste, fu eletto deputato del Regno di Sardegna e del neonato Regno d'Italia per tre legislature dal 1857 al 1865; prima ad Isili (VI e VII) e successivamente a Grosseto (VIII). Si schierò alla difesa degli interessi isolani nella battaglia sugli ademprivi, quattrocentomila ettari residuo della dominazione feudale utilizzati dalla popolazione sarda come legnaia e pascolo comune.
Dotato di grande sensibilità archeologica e artistica, raccolse una vasta collezione di reperti archeologici e di oltre 250 opere artistiche di ogni epoca, avviando a Sassari una scuola d'arti e mestieri collegata. La donazione di questa collezione andrà a costituire il nucleo del futuro Museo nazionale archeologico ed etnografico G. A. Sanna, fatto costruire sui terreni di proprietà e a spese di sua figlia Zelí, su un progetto disegnato dall'architetto romano Michele Busiri Vici, e dunque a lui intitolato negli anni trenta, che ospita la più importante raccolta di reperti archeologici della Sardegna, nonché del Pinacoteca Nazionale di Sassari (allestita, nel 2003, nel restaurato edificio del vecchio Convitto Canopoleno a fianco della Chiesa di Santa Caterina). Per questa attività è comunemente considerato benefattore della città di Sassari.
Sanna morì a Roma nel febbraio del 1875, dopo una lunga malattia: i suoi resti riposano nel Cimitero Monumentale di Sassari (o Cimitero comunale di Sassari) nel bello ed imponente mausoleo di stile neorinascimentale fatto costruire dalle sue figlie. La sua salma è stata traslata dal Cimitero del Verano  di Roma a Sassari nel 1925, dopo 50 anni di difficoltà vinte grazie alla tenacia di sua figlia Zelí Castoldi Sanna e di suo nipote Giovanni Antonio Castoldi, e riposa all'interno del monumento marmoreo creato dallo scultore livornese Temistocle Guerrazzi.

### La miniera di Montevecchio

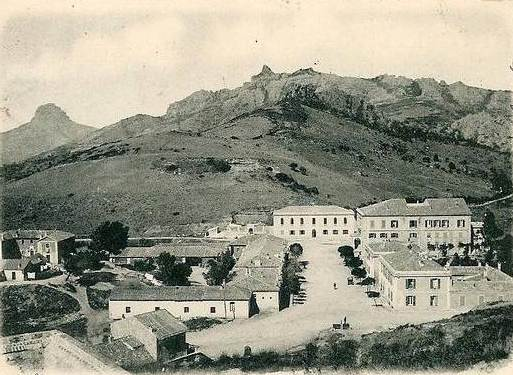
Montevecchio -villaggio di Gennas Serapis ca 1900

A Marsiglia conobbe un giovane prete concittadino fresco di seminario, Giovanni Antonio Pischedda, alla ricerca di soci per una società con cui poter fare domanda per una concessione mineraria ad ovest dei centri abitati di Guspini e Arbus; Pischedda iniziò nel 1842 ad effettuare i primi scavi alla ricerca del minerale su consiglio del padre mercante, che giunse a conoscenza di lavori svolti a cavallo fra Settecento e Ottocento per l'estrazione del minerale nei pressi di Guspini e Arbus.
Il Sanna, non senza difficoltà, riuscì a costituire la Società per la Coltivazione della Miniera di Piombo Argentifero detta di Montevecchio, da cui ben presto il prete sassarese si allontanò, e alla quale il 28 aprile 1848 fu data la gestione delle tre concessioni chiamate semplicemente Montevecchio I, Montevecchio II e Montevecchio III. Queste erano tre appezzamenti di terreno di forma quadrata, di lato di due chilometri: quindi la Società aveva il controllo, nel 1848, di una fetta di territorio complessivamente larga due e lunga sei chilometri, estesa dalle pendici del colle di Gennas Serapis ad ovest di Guspini, sino al territorio di Ingurtosu.
Le capacità imprenditoriali del Sanna erano evidenti, come la determinazione e caparbietà nel perseguire l'obiettivo dello sviluppo della miniera. Grazie a moderni impianti nel 1865 la miniera con 1100 operai era la più grande del Regno d'Italia. Dopo la sua morte, nonostante le liti fra amministratori ed eredi, raggiunge l'apice dello sviluppo a cavallo della prima guerra mondiale e venne sviluppata fino agli anni trenta quando fu ceduta alla Montecatini nel 1933; restò comunque in attività fino al 1991.
Come componente fondamentale del Parco geominerario storico ed ambientale della Sardegna nel 1998 il sito è stato riconosciuto dall'UNESCO "Patrimonio culturale dell'umanità", il primo Parco Geo-minerario, Storico ed Ambientale al mondo.

### La Banca Agricola Sarda

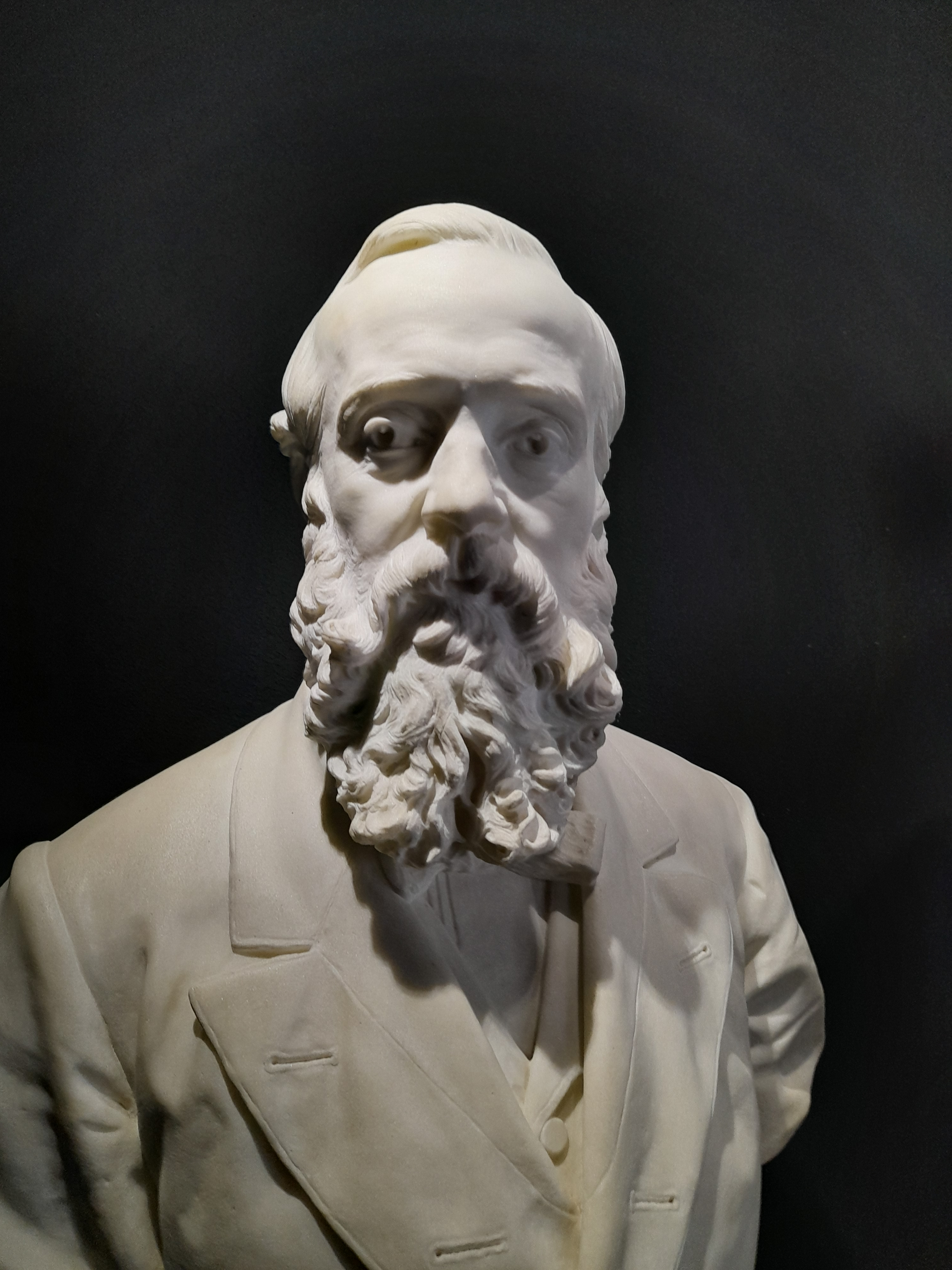
Busto marmoreo. Opera di Giulio Monteverde, (Museo Sanna)

Tomba di G.A. Sanna a Sassari -ca 1925

Nel 1871 Giovanni Antonio Sanna fondò, con un milione di lire dell'epoca del suo proprio capitale, la Banca Agricola Sarda. La sua sede principale si trovava a Firenze, ma presto vennero aperte altre sedi: Sassari, Oristano e Roma. La sede di Sassari era diretta dall'avvocato Lorenzo Castoldi (zio di Alberto Castoldi, suo futuro genero), mentre la sede di Roma era diretta da Giuseppe Castoldi (fratello di Alberto).
Il Sanna divenne presidente della banca, mentre suo genero (per avere sposato la figlia primogenita Ignazia), l'avvocato Giovanni Maria Solinas Apostoli fu nominato gerente.

### Il Parco e la Villa di Monserrato a Sassari
Giovanni Antonio Sanna comprò dei terreni agricoli, da Giommaria Ladu, ricco possidente di Ozieri, appena fuori dalla città di Sassari nel 1867 e fece costruire un bellissimo parco in stile neoclassico ed una elegante villa.

## Opere
- Discorso pronunciato alla Camera dei deputati in tornata del 21 febbraio 1859 sul progetto di legge relativo all'abolizione degli Ademprivi in Sardegna, Torino, 1859
- La Sardegna. I dolori di Sardegna, in “Diritto”, Torino, 19-24 dicembre 1859.